# Času je málo
Času je málo je název studiového alba skupiny Švihadlo, které vyšlo roku 2011. Vydáno bylo vlastním nákladem a obsahuje 15 písniček. Opět bylo vytvořeno ve spolupráci s divčím vokálním kvartetem G*APEELS.
Toto album je také jako první od kapely Švihadlo prodáváno přes iTunes.

## Seznam písní
1. Happy Man
2. Času je málo
3. Pro zábavu
4. Investor
5. Šance
6. Politicians
7. Volný pád
8. Světlo a stín
9. History
10. Sligoville
11. Tak si sáhni
12. To je ale pohoda
13. Den je krásnej
14. Holy See
15. Láska se vznáší